# کراسنوگورسکویه (سرزمین آلتای)
کراسنوگورسکویه (به لاتین: Krasnogorskoye) یک روستا در روسیه است.